# Spiraalpuzzel

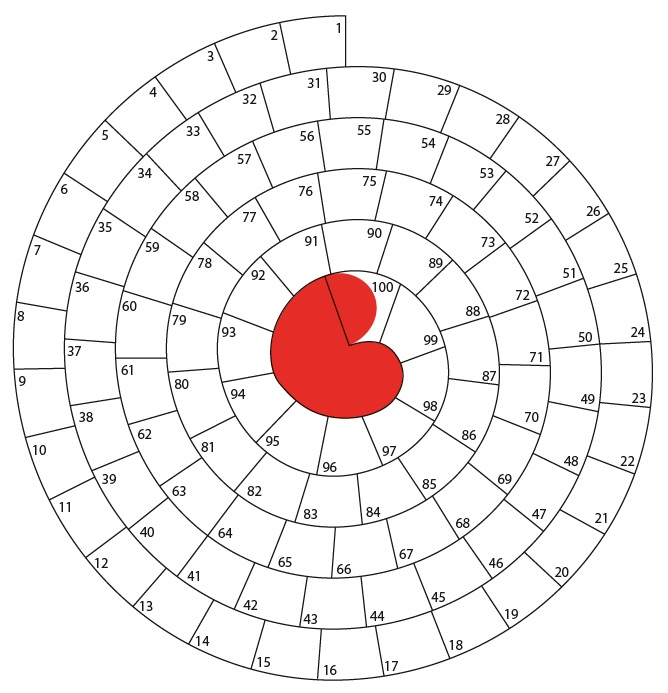
Spiraalpuzzel uit de Friesland Post

Een spiraalpuzzel, ook wel kurkentrekkerpuzzel of slakkenhuis genoemd, is een woordpuzzel in de vorm van een spiraal. Een spiraalpuzzel is in wezen een lange ketting van woorden in twee richtingen. Linksom, naar binnen toe tegen de wijzers van de klok in, en rechtsom naar buiten toe, tegen de wijzers van de klok in. De rijen zijn als een serpentine opgerold.
De oplossingen linksom worden ingevuld in de vakjes van 1 tot en met 100. De aanwijzingen rechtsom leveren een andere reeks woorden die van 100 tot 1 ingevuld moeten worden.
De eindoplossing kan bestaan uit een aantal vakjes die soms in gekleurde horizontale, verticale of diagonale rijen staan.

## Aanwijzingen
Een omschrijving als bijvoorbeeld 20-26 betekent dat de eerste letter in vak 20 en de laatste letter in vak 26 moet worden ingevuld. Het gevraagde antwoord heeft in dat voorbeeld dus zeven letters. De volgende aanwijzing begint dan in vakje 27 en zo verder het midden van de spiraal. Elk vakje van een spiraalpuzzel wordt dus tweemaal gebruikt: eenmaal inwaarts en eenmaal uitwaarts. Bij het oplossen kan in twee richtingen worden gewerkt. Het ontbreken van kruisende woorden maakt spiraalpuzzels lastiger oplosbaar. Bij moeilijker soorten spiraalpuzzels ontbreekt de nummering in de spiraal.

## Spiraalpuzzels in één richting

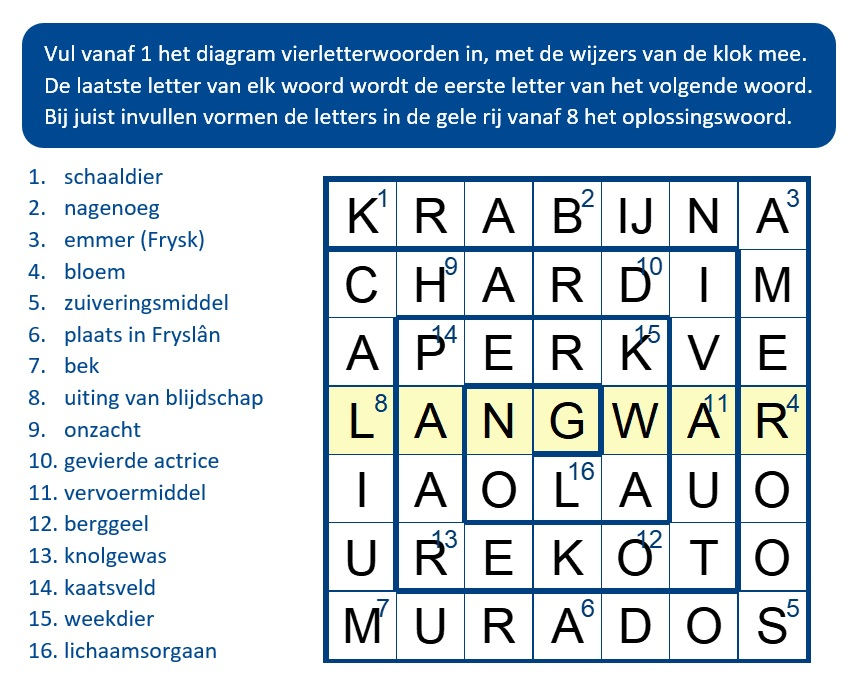
Spiraalpuzel in één richting

Er bestaan ook spiraalvormige puzzels waarbij woorden in slechts een richting moeten worden ingevuld. De laatste letter van het ene woord is tegelijk de eerste letter van het volgende woord. Zonder overlappende letters is zo’n puzzel niet meer dan een quiz met het uiterlijk van een puzzel. Bij moeilijker soorten spiraalpuzzels ontbreekt de nummering in de spiraal.

## Lettergreep-spiraalpuzzels
Bij dit soort spiraalpuzzels dient in elk vakje een lettergreep te worden ingevuld in plaats van een enkele letter. Hierbij komt het voor dat het volgende woord begint met de laatste lettergreep van het voorgaande woord. De vakjes van een dergelijke puzzel zijn vaak groter dan bij gewone spiraalpuzzels, zodat de lettergrepen goed en duidelijk kunnen worden ingevuld.

## Varianten
- Er bestaan ook legpuzzels waarbij met puzzelstukjes een spiraal gelegd moet worden.
- Driedimensionale spiraalpuzzels kunnen uit elkaar worden gehaald. Vervolgens moeten de losse stukjes weer in elkaar worden gezet. Dit juiste manier van draaien, duwen of schuiven heeft bij deze 3D-puzzels te maken met ‘spiraal’.[1]

Aanvulpuzzel
· anagrampuzzel
· citaatpuzzel
· cryptogram
· doorloper
· droedel
· filippine
· hartbrekerpuzzel
· kruiswoordpuzzel
· paardensprong
· paspuzzel
· pentagrampuzzel
· petpuzzel
· rebus
· scrabble
· slashpuzzel
· spiraalpuzzel
· taartpuzzel
· weefpuzzel
· woordritsen
· woordladder
· woordvlechten
· woordworm
· woordzoeker
· wordfeud
· wordle
· wurdian
· Zweedse puzzel